# Nicole C. Mullen
Aileen Nicole Coleman (Cincinnati, 03 de Janeiro de 1964), mais conhecida como Nicole C. Mullen, é uma cantora e compositora de música gospel americana. Ela é casada com o músico David Mullen e tem dois filhos chamados Max e Jasmine.

## Biografia
A música evangélica veio naturalmente a ela — seus pais e avós eram membros de uma igreja local, em ambos os lados da família dela havia pastores pentecostais. Nicole se inspira no evangelho, para criar as suas músicas.
Em 1998, a música "On My Knees" foi premiada no Gospel Music Association Dove Awards na categoria, Song of the Year. Em 2001, Nicole venceu nas categorias, Songwriter of the Year, Pop/Contemporary Song of the Year e Song of the Year. Em 2002, ela foi premiada nas categorias, Female Vocalist of the Year e Short Form Music Video of the Year.